# Józef Frejnik
Józef Frejnik (ur. 9 kwietnia 1928, zm. 3 stycznia 2003) – działacz partyjny, członek PZPR, radny Miejskiej Rady Narodowej, szósty przewodniczący prezydium Miejskiej Rady Narodowej Kłodzka w latach 1958–1962.
Urodził się we Francji. W 1954 został wybrany do Miejskiej Rady Narodowej w Kłodzku. Po odwołaniu Wojciecha Adamczyka z funkcji przewodniczącego jej prezydium, został wybrany na jego następcę 13 lutego 1958. Stanowisko to sprawował przez całą II kadencję rady. W tym czasie oddano do użytku pierwsze wybudowane po II wojnie światowej bloki mieszkalne przy ul. Okrzei i Bohaterów Getta oraz gazownię na Ustroniu. W 1961 zainaugurowano Kłodzkie Wiosny Poetyckie, w trakcie których swoją twórczość literacką prezentowali pisarze z różnych stron kraju.
W latach 1973–1975 był przewodniczącym Miejskiej Rady Narodowej w Kłodzku.
Poza polityką prowadził też działalność społeczną i sportową. Był m.in. ławnikiem sądowym. Będąc prezesem Towarzystwa Przyjaźni Polsko-Francuskiej umacniał więzi między miastem Carvin a Kłodzkiem, które z czasem zaowocowały podpisaniem umowy partnerskiej.